# Aéroport de Gilgit
L'aéroport de Gilgit (IATA : GIL, OACI : OPGT) est un petit aéroport domestique situé à 2,3 km (7 500 pi) à l'est de Gilgit, une ville de la subdivision du Gilgit-Baltistan au Pakistan. La ville de Gilgit est l'une des deux principales plaques tournantes des expéditions d'alpinisme dans les régions du nord du Pakistan.

## Structure

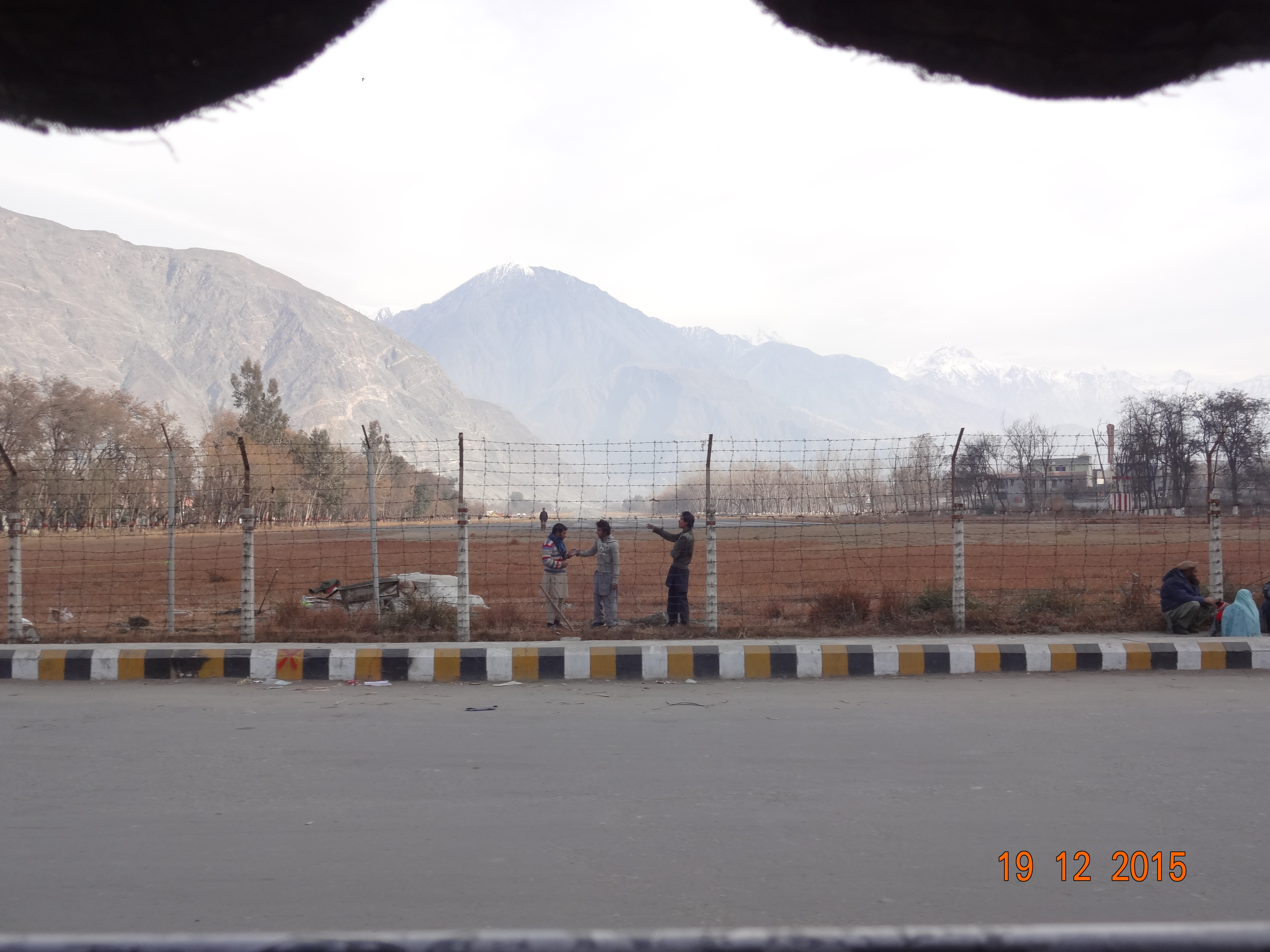
L'aéroport en décembre 2015

En raison de sa piste courte située au bord d'une pente, même les Boeing 737 et les avions à réaction de taille similaire ne peuvent pas opérer à l'aéroport de Gilgit. Pakistan International Airlines exploite des avions ATR 42 sur la route Gilgit - Islamabad. Dans le passé, des Fokker F-27 Friendships étaient utilisés. Parmi les autres aéronefs qui opèrent à l'aéroport figurent les militaires Lockheed C-130 Hercules.
Un nouveau terminal a été construit en 2014 et inauguré par le premier ministre Nawaz Sharif.

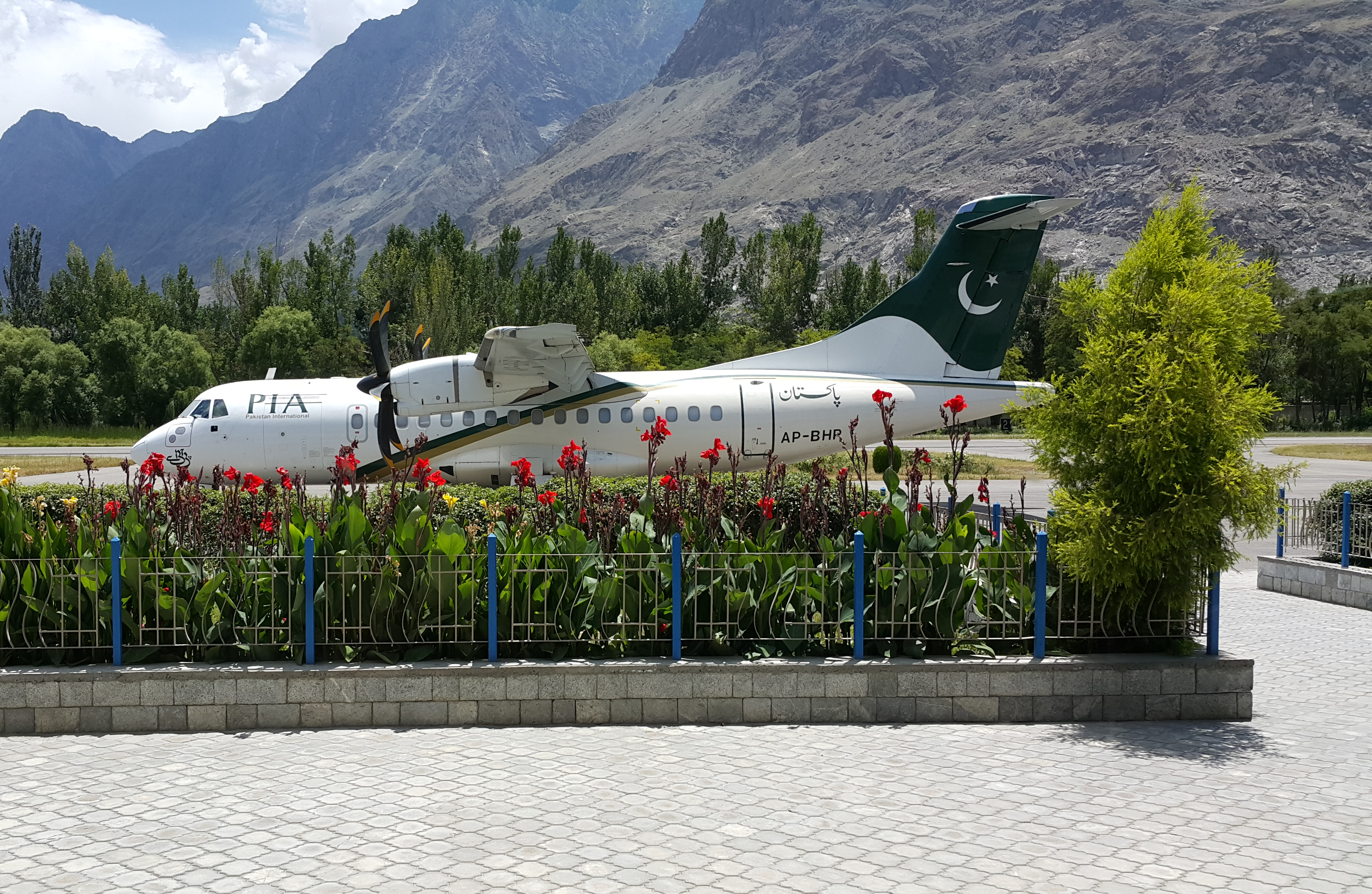
Un ATR 42-500 de Pakistan International Airlines en juillet 2016

L'aéroport devait être deux fois plus étendu, mais le sol gorgé d'eau a conduit à utiliser la moitié du terrain pour un parc public, CAA Park ou City Park Gilgit.

## Compagnies aériennes et destinations
Malgré sa petite taille, des avions comme l'ATR-42 et le C-130 peuvent tout de même atterrir en toute sécurité sur cet aéroport. Les vols sont programmés principalement à partir d'Islamabad. Cependant, en 2022, Pakistan International Airlines a commencé des vols depuis Karachi et Lahore via une escale à Islamabad.
| Compagnies aériennes            | Destinations |
| ------------------------------- | ------------ |
| Pakistan International Airlines | Islamabad    |

## Accidents
- Le 25 août 1989, le vol Pakistan International Airlines 404, un Fokker F27-200 transportant 54 personnes, a disparu après avoir quitté Gilgit. L'épave et les personnes à bord n'ont jamais été retrouvées[3].
- Le 20 juillet 2019, le vol Pakistan International Airlines 605, un ATR 42-500 transportant 53 personnes, a dérapé hors de la piste et s'est immobilisé sur l'herbe. Tous les passagers ont été évacués sains et saufs, mais l'avion a été endommagé[4].